# Fluiddynamik
Die Fluiddynamik ist ein  Teilgebiet der Strömungslehre und beschäftigt sich mit bewegten Fluiden (Flüssigkeiten und Gasen). Teilgebiet für Gase ist die Aerodynamik, für Flüssigkeiten die Hydrodynamik. Untersucht werden zum Beispiel laminare und turbulente Strömungen in Gerinnen, Drücke an umströmten Körpern sowie Bewegungen und Kraftverhältnisse in Druckleitungen. Die Fluidstatik dagegen befasst sich mit unbewegten Fluiden und wird eingeteilt in die Hydrostatik (Flüssigkeiten) und die Aerostatik (Gase).
Die grundlegende Gleichung der Hydrodynamik ist die Kontinuitätsgleichung:
{\displaystyle {\frac {\partial \rho }{\partial t}}+\operatorname {div} \left(\rho {\vec {v}}\right)=0}
mit der Massendichte {\displaystyle \rho } und dem Geschwindigkeitsvektor {\displaystyle {\vec {v}}}.
Diese Gleichung sagt unter anderem aus, dass der Massenstrom durch eine Fläche stets gleich ist. Anschaulich lässt sich dies so erklären: man leite in einen Schlauch Wasser ein. Damit er nicht platzt, weil sich darin Wasser anstaut, muss die gleiche Menge Wasser am Ende des Schlauchs herauskommen, wie hineinfließt. Wird der Schlauch an einer Stelle verengt, so muss immer noch die gleiche Menge Wasser am Ende herauskommen. Dies bedeutet, dass das Wasser (bei vernachlässigbarer Kompressibilität) im engeren Schlauchstück schneller fließen muss als im weiteren.
Im Allgemeinen wird die Bewegung eines Fluids durch die Navier-Stokes-Gleichungen beschrieben. Im Falle kleiner Viskosität und damit hoher Reynolds-Zahl können Reibungseffekte vernachlässigt werden und als Bewegungsgleichung des Fluids gilt in guter Näherung die Euler-Gleichung:
{\displaystyle {\frac {\partial {\vec {v}}}{\partial t}}+\left({\vec {v}}\cdot \nabla \right){\vec {v}}=-{\frac {\nabla p}{\rho }}}
Diese setzt die Geschwindigkeitsänderung des Fluids an einem Ort mit dem in der Umgebung herrschenden Druck {\displaystyle p} in Verbindung. Häufig wird die Euler-Gleichung für die Berechnung bewegter Gase verwendet, während bei der Berechnung bewegter Flüssigkeiten meist die Navier-Stokes-Gleichungen verwendet werden.